# Borówiec (powiat poznański)
Borówiec (niem. Waldau) – wieś w Polsce położona w województwie wielkopolskim, w powiecie poznańskim, w gminie Kórnik, w dolinie rzeki Głuszynki, 5 km na północny zachód od Kórnika.
W latach 1975–1998 miejscowość administracyjnie należała do województwa poznańskiego.
Wieś powstała w XVIII wieku jako osada olęderska. Olędrzy zostali sprowadzeni na wieś przez Stefana Szołdrskiego (męża Teofili z Działyńskich). Borówiec wtedy zamieszkiwała głównie ludność wyznania ewangelickiego.
Około 60% powierzchni wsi stanowią lasy. W Borówcu znajduje się gminna oczyszczalnia ścieków oraz Obserwatorium Astrogeodynamiczne Polskiej Akademii Nauk po wschodniej stronie drogi krajowej nr 11. W Borówcu znajdują się również pozostałości XIX-wiecznego cmentarza ewangelickiego.
Przez wieś przebiegają czerwony Szlak turystyczny Osowa Góra – Sulęcinek oraz szlak czarny ze stacji PKP Gądki.